# Larry Manetti
Larry Manetti (* 23. Juli 1947 in Chicago, Illinois) ist ein US-amerikanischer Schauspieler, der vor allem durch seine Rolle des Orville „Rick“ Wright in der Fernsehserie Magnum bekannt ist.

## Leben
Manetti wuchs in Chicago auf, wo er auch Schauspiel studierte. Er ist verheiratet mit der Schauspielerin Nancy DeCarl und hat einen Sohn namens Lorenzo. Er spricht sehr gut Italienisch und ist ein Pflegesohn von Frank Sinatra.
Manettis erster Fernsehauftritt war die Rolle eines Polizisten in Jack Webbs Serie The Chase (1974). Danach spielte er den Piloten Bobby Boyle in der Serie Pazifikgeschwader 214. Im Jahr 1979 spielte er in der kurzlebigen Serie The Duke. Im nächsten Jahr übernahm er in der neuen Fernsehserie Magnum die Rolle des Orville „Rick“ Wright, die ihm weltweite Bekanntheit einbrachte. In dem Remake Magnum P.I. übernahm er mehrmals eine Nebenrolle. 2023 spielte er erneut an der Seite von Magnumdarsteller Tom Selleck in der Fernsehserie Blue Bloods (13x18).
Manetti ist ein Halbbruder des Schauspielers Robert Conrad, mit dem er zusammen in Pazifikgeschwader 214 spielte.

## Filmografie (Auswahl)
- 1974: Barnaby Jones (Fernsehserie, 1 Episode)
- 1974;1976: Die Straßen von San Francisco (The Streets of San Francisco, Fernsehserie, 2 Episoden)
- 1975: The Kansas City Massacre (Fernsehfilm)
- 1976: Zwei Minuten Warnung (Two-Minute Warning)
- 1976–1978: Pazifikgeschwader 214 (Baa Baa Black Sheep, Fernsehserie, 34 Episoden)
- 1978: Kampfstern Galactica (Battlestar Galactica, Fernsehserie, 5 Episoden)
- 1979: Detektiv Rockford – Anruf genügt (Fernsehserie, 1 Episode)
- 1979: The Duke (Fernsehserie)
- 1980: Die Schnüffler (Tenspeed and Brown Shoe, Fernsehserie, 3 Episoden)
- 1980–1988: Magnum (Magnum, P.I., Fernsehserie, 158 Episoden)
- 1993–1996: Renegade – Gnadenlose Jagd (Renegade, Fernsehserie, 5 Episoden)
- 1993–2000: Walker, Texas Ranger (Fernsehserie, 3 Episoden)
- 1997–2004: JAG – Im Auftrag der Ehre (JAG, Fernsehserie, 3 Episoden)
- 1999: Speed Train – Todesfahrt in die Hölle (Hijack)
- 2000: Todeskommando Weißes Haus (The Alternate)
- 2004: Scrambled Eggs (Kurzfilm)
- 2005: Cool Money (Fernsehfilm)
- 2005: Back to You and Me (Fernsehfilm)
- 2007: Las Vegas (Fernsehserie, Episode 6x05)
- 2013–2016: Hawaii Five-0 (Fernsehserie, 6 Episoden)
- 2019, 2023: Magnum P.I. (Fernsehserie, 3 Episoden)
- 2023: Blue Bloods – Crime Scene New York (Blue Bloods, Fernsehserie, 1 Episode)